# Ondina (pel·lícula)
Ondina (títol original, Undine) és una pel·lícula de drama fantàstic romàntic germanofrancès del 2020 dirigida per Christian Petzold. Es va estrenar el 23 de febrer de 2020 al 70è Festival Internacional de Cinema de Berlín, on va ser seleccionada per competir per l'Os d'Or a la secció de competició. Paula Beer va guanyar l'Os de Plata a la millor actriu. Es va estrenar als cinemes alemanys l'11 de juny de 2020. S'ha doblat al català.